# 니시모로카타군

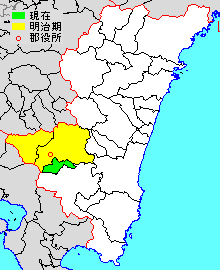
니시모로카타 군의 위치

니시모로카타군(일본어: 西諸県郡, にしもろかたぐん)은 일본 미야자키현의 군이다.
인구 7,801명, 면적 85.39km², 인구밀도 91.4명/km².(2025년 5월 1일, 추계인구)
이하 1정으로 구성된다.
- 다카하루정(高原町)

## 역사
- 2006년 3월 20일 - 스키 촌이 고바야시 시와 합병해 고바야시시가 성립, 군에서 이탈하였다.
- 2010년 3월 23일 - 노지리 정이 고바야시 시에 편입되었다.